# Нова-Карчма (гмина)
Нова-Карчма (пол. Nowa Karczma) — сельская гмина (волость) в Польше, входит как административная единица в Косцежский повет, Поморское воеводство. Население — 6163 человека (на 2004 год).

## Демография
| Перепись                       | Всего   | Всего | Женщины | Женщины | Мужчины | Мужчины |
| ------------------------------ | ------- | ----- | ------- | ------- | ------- | ------- |
| Единицы                        | человек | %     | человек | %       | человек | %       |
| Население                      | 6163    | 100   | 3121    | 50,6    | 3042    | 49,4    |
| Плотность населения (чел./км²) | 54,4    | 54,4  | 27,5    | 27,5    | 26,8    | 26,8    |

## Соседние гмины
1. Гмина Косцежина
2. Гмина Линево
3. Гмина Пшивидз
4. Гмина Сомонино
5. Гмина Скаршевы